# Radosław Romanik
Radosław Romanik (né le 16 janvier 1967 à Kamienna Góra) est un coureur cycliste polonais.

## Biographie
Quadruple vainqueur du Bałtyk-Karkonosze Tour entre 1993 et 1996, Radosław Romanik commence sa carrière professionnelle en 2000 dans l'équipe Mat Ceresit CCC, qui deviendra CCC Polsat. En 2001, il est sacré champion de Pologne sur route, puis remporte la Course de la Solidarité olympique l'année suivante. En 2003, il participe au Tour d'Italie aux côtés de l'ancien vainqueur Pavel Tonkov. Il termine ce Giro à la 33e place. Depuis 2005, Radosław Romanik est membre de l'équipe DHL-Author. Il s'est imposé à nouveau sur le Bałtyk-Karkonosze Tour (2005 et 2008), ainsi que sur le Tour de Slovaquie.

## Palmarès
- 1993
  - Bałtyk-Karkonosze Tour
- 1994
  - Bałtyk-Karkonosze Tour
- 1995
  - Bałtyk-Karkonosze Tour
- 1996
  - Bałtyk-Karkonosze Tour
- 1997
  - 1re étape du TV Wisla Tour
- 2000
  - 3e étape de l'Inter. Course 4 Asy Fiata Autopoland
  - 5ea étape du Bałtyk-Karkonosze Tour (contre-la-montre)
- 2001
  -  Champion de Pologne sur route
  - 7e étape du Bałtyk-Karkonosze Tour
  - 2e du Bałtyk-Karkonosze Tour
  - 3e de la Course de la Paix
- 2002
  - Małopolski Wyścig Górski
  - Szlakiem Walk Majora Hubala
  - Course de la Solidarité olympique
  - 2e de l'Inter. Course 4 Asy Fiata Autopoland
  - 3e du Bałtyk-Karkonosze Tour
- 2003
  - 4e étape de Małopolski Wyścig Górski
  - 3e de Małopolski Wyścig Górski
- 2004
  - 4e étape du Tour de Beauce
  - 3e de la Semaine cycliste lombarde
- 2005
  - GP Jasnej Góry
  - Ogólnopolski Wyścig z Okazji Dnia Dziecka
  - Bałtyk-Karkonosze Tour :
    - Classement général
    - 5e étape (contre-la-montre)

  - 2e étape de Małopolski Wyścig Górski
  - Coupe des Carpates
  - 2e du Szlakiem Grodów Piastowskich
  - 3e du Małopolski Wyścig Górski
- 2006
  - Tour de Slovaquie :
    - Classement général
    - 4ea étape (contre-la-montre)

  - 2e du Grand Prix Hydraulika Mikolasek
  - 2e du Szlakiem Walk Majora Hubala
- 2007
  - 6e étape du Bałtyk-Karkonosze Tour (contre-la-montre)
  - 2e du Małopolski Wyścig Górski
- 2008
  - Bałtyk-Karkonosze Tour
  - 5e étape du Mazovia Tour (contre-la-montre par équipes)
  - 2e du Puchar Ministra Obrony Narodowej
- 2009
  - 2e du championnat de Pologne de course de côte
  - 3e de la Course de Solidarność et des champions olympiques
- 2010
  - 7e étape du Bałtyk-Karkonosze Tour (contre-la-montre)
  - 3e du championnat de Pologne de course de côte
- 2011
  - 2e du Puchar Ministra Obrony Narodowej

## Résultat sur le Tour d'Italie
- 2003 : 33e

## Classements mondiaux
| Année           | 2005 | 2006 | 2007 | 2008 | 2009 |
| --------------- | ---- | ---- | ---- | ---- | ---- |
| UCI Europe Tour | 73e  | 86e  | 254e | 158e | 395e |